# Хайрутдинова, Халида Авзаловна
Халида Авзаловна Хайрутдинова, Халида Динова (англ. Halida Dinova) — российско-американская пианистка. Дочь Авзала Хайрутдинова, сестра Рустема Хайрутдинова.

## Биография
Окончила Казанскую консерваторию и аспирантуру Санкт-Петербургской консерватории (у Анатолия Угорского). После успешного выступления на Конкурсе пианистов имени Гезы Анды получила возможность гастрольных выступлений в Европе и Северной Америке. В настоящее время живёт и работает в Кливленде.
Наибольшим признанием пользуется сделанная Диновой запись фортепианных пьес Скрябина. Вместе с петербургскими оркестрами она записала также произведения Иоганнеса Брамса, Эрнеста Блоха и концерт американского композитора Денниса Эберхарда «Тень лебедя», посвящённый памяти моряков, погибших на подводной лодке «Курск».